# Cañaveral
Cañaveral – gmina w Hiszpanii, w prowincji Cáceres, w Estramadurze, o powierzchni 86,48 km². W 2011 roku gmina liczyła 1189 mieszkańców.